# Elvis Kokalović
Elvis Kokalović (Novo mesto, 10 luglio 1988) è un calciatore croato, difensore del Kamen Sirač.